# Lliga de Campions de la UEFA 2011-12
La Lliga de Campions de la UEFA 2011-2012 fou la 57a edició d'aquesta competició, i la 20a edició en format Lliga de Campions de la UEFA. Es disputà entre el 28 de juny de 2011 i el 19 de maig de 2012. Com a continuació de les proves que havien començat a la Lliga Europa de la UEFA 2009–10, en tots els partits de la competició a partir de la fase d'eliminatòries s'hi usaren dos àrbitres extra, un darrere de cada línia de gol.
La final es jugà a l'Allianz Arena de la ciutat de Múnic, Alemanya. L'entrenador del Chelsea FC Roberto Di Matteo va liderar el club al seu primer títol de Lliga de Campions en batre el Bayern de Múnic 4–3 a la tanda de penals de la final. Es va guanyar així un lloc a la Copa del Món de Clubs de futbol 2012 i a la Supercopa d'Europa de futbol 2012. El FC Barcelona era el defensor del títol, però fou eliminat pel Chelsea a les semifinals.

## Rondes classificatòries
Hi hagué dos torneigs de classificació: un per als equips campions de les seves lligues que no s'havien classificat automàticament per a la fase de grups, i l'altre per als equips que havien guanyat les seves lligues i que no s'havien classificat automàticament per a la fase de grups.
En ambdues seccions, els equips perdedors de la tercera ronda classificatòria entraven a la ronda eliminatòria de la Lliga Europa de la UEFA 2011-2012 i els equips perdedors de la ronda eliminatòria entraven a la fase de grups de la Lliga Europa de la UEFA.
Els caps de sèrie jugaven contra equips que no fossin cap de sèrie.

### Primera ronda classificatòria
Anada el 28 de juny i tornada el 5/6 de juliol de 2011.
| Equip 1         | Global | Equip 2       | Anada | Tornada |
| --------------- | ------ | ------------- | ----- | ------- |
| SP Tre Fiori    | 1–5    | Valletta FC   | 0-3   | 1-2     |
| FC Santa Coloma | 0-4    | F91 Dudelange | 0-2   | 0-2     |

### Segona ronda classificatòria
Anada el 12 i 13 de juliol i tornada el 19 i 20 de juliol de 2011.
| Equip 1           | Global | Equip 2          | Anada | Tornada |
| ----------------- | ------ | ---------------- | ----- | ------- |
| Maccabi Haifa FC  | 7–4    | Borac Banja Luka | 5–1   | 2–3     |
| Mogren            | 1–5    | Litex Lovech     | 1–2   | 0–3     |
| Maribor           | 5–1    | F91 Dudelange    | 2–0   | 3–1     |
| Skënderbeu Korçë  | 0–6    | APOEL            | 0–2   | 0–4     |
| Slovan Bratislava | 3–1    | Tobol Kostanay   | 2–0   | 1–1     |
| Sturm Graz        | 4–3    | Videoton FC      | 2–0   | 2–3     |
| Zestafoni         | 3–2    | Dacia Chişinău   | 3–0   | 0–2     |
| Dinamo de Zagreb  | 3–0    | Neftchi Baku     | 3–0   | 0–0     |
| Pyunik            | 1–9    | Viktoria Plzeň   | 0–4   | 1–5     |
| FK Partizan       | 5–0    | Škendija         | 4–0   | 1–0     |
| Valletta          | 2–4    | Ekranas          | 2–3   | 0–1     |
| Malmö FF          | 3–1    | HB Tórshavn      | 2–0   | 1–1     |
| Shamrock Rovers   | 1–0    | Flora Tallinn    | 1–0   | 0–0     |
| Rosenborg BK      | 5–2    | Breiðablik       | 5–0   | 0–2     |
| Bangor City       | 0–131  | HJK Helsinki     | 0–3   | 0–10    |
| Skonto            | 0–3    | Wisła Kraków     | 0–1   | 0–2     |
| Linfield FC       | 1–3    | BATE Borisov     | 1–1   | 0–2     |

Notes
- Nota 1: L'ordre dels enfrontaments es va invertir, després del l'emparellament original.

### Tercera ronda classificatòria
Anada el 26 i 27 de juliol de 2011 i tornada el 2 i 3 d'agost de 2011.
Està distribuïda en dos blocs: el dels campions i el dels no-campions. Els equips eliminats jugaran la Lliga Europa 2011-12
| Equip 1               | Global             | Equip 2            | Anada              | Tornada            |                    |
| Ruta dels campions    | Ruta dels campions | Ruta dels campions | Ruta dels campions | Ruta dels campions | Ruta dels campions |
| --------------------- | ------------------ | ------------------ | ------------------ | ------------------ | ------------------ |
| Litex Lovech          | 2-5                | Wisła Kraków       | 1–2                | 1-3                |                    |
| Maccabi Haifa FC      | 3-2                | Maribor            | 2–1                | 1-1                |                    |
| HJK Helsinki          | 1-3                | Dinamo de Zagreb   | 1–2                | 0-1                |                    |
| APOEL                 | 2-0                | Slovan Bratislava  | 0–0                | 2-0                |                    |
| Copenhagen            | 3-0                | Shamrock Rovers    | 1–0                | 2-0                |                    |
| KRC Genk              | 3-2                | FK Partizan        | 2–1                | 1-1                |                    |
| Rosenborg BK          | 2-4                | Viktoria Plzeň     | 0–1                | 2-3                |                    |
| Zestafoni             | 1-2                | Sturm Graz         | 1–1                | 0-1                |                    |
| Ekranas               | 1-3                | BATE Borisov       | 0–0                | 1-3                |                    |
| Rangers FC            | 1-2                | Malmö FF           | 0–1                | 1-1                |                    |
| Ruta dels no-campions |                    |                    |                    |                    |                    |
| Standard Liège        | 1-2                | FC Zürich          | 1–1                | 0-1                |                    |
| FC Twente             | 2-0                | FC Vaslui          | 2–0                | 0-0                |                    |
| SL Benfica            | 3-1                | Trabzonspor        | 2–0                | 1-1                |                    |
| FC Dinamo de Kíev     | 1-4                | Rubin Kazan        | 0–2                | 1-2                |                    |
| Odense                | 5-4                | Panathinaikos FC   | 1–1                | 4-3                |                    |

## Ronda eliminatòria
Es va sortejar el 5 d'agost del 2011. L'anada serà el 16 i 17 d'agost de 2011 i la tornada el 23 i 24 d'agost de 2011.
Està distribuïda en dos blocs: el dels campions i el dels no-campions. Els equips eliminats jugaran la Lliga Europa 2011-12
| Equip 1               | Global             | Equip 2            | Anada              | Tornada            |                    |
| Ruta dels campions    | Ruta dels campions | Ruta dels campions | Ruta dels campions | Ruta dels campions | Ruta dels campions |
| --------------------- | ------------------ | ------------------ | ------------------ | ------------------ | ------------------ |
| Wisła Kraków          | 2-3                | APOEL              | 1-0                | 1-3                |                    |
| Maccabi Haifa FC      | 3-3 (1-4 p)        | KRC Genk           | 2-1                | 1-2                |                    |
| Dinamo de Zagreb      | 4-3                | Malmö FF           | 4-1                | 0-2                |                    |
| FC Copenhagen         | 2-5                | Viktoria Plzeň     | 1-3                | 1-2                |                    |
| BATE Borisov          | 3-1                | Sturm Graz         | 1-1                | 2-0                |                    |
| Ruta dels no-campions |                    |                    |                    |                    |                    |
| Odense                | 1-3                | Vila-real CF       | 1-0                | 0-3                |                    |
| FC Twente             | 3-5                | SL Benfica         | 2-2                | 1-3                |                    |
| Arsenal FC            | 3-1                | Udinese            | 1-0                | 2-1                |                    |
| Bayern de Múnic       | 3-0                | FC Zürich          | 2-0                | 1-0                |                    |
| O. de Lió             | 4-2                | FC Rubin Kazan     | 3-1                | 1-1                |                    |

## Fase de grups

### Equips classificats
Els 32 clubs classificats a la fase de grups van ser:
| Urna 1 - FC Barcelona - Manchester United FC - Chelsea FC - Bayern de Múnic - Arsenal FC - R. Madrid - FC Porto - Inter de Milà Urna 3 - Zenit St. Petersburg - AFC Ajax - Bayer Leverkusen - Olympiakos FC - Manchester City FC - Lille OSC - FC Basel - BATE Borisov | Urna 2 - AC Milan - Olympique de Lió - Xakhtar Donetsk - València CF - SL Benfica - Vila-real CF - CSKA Moscou - Olympique de Marsella Urna 4 - Borussia Dortmund - Nàpols - Dinamo de Zagreb - APOEL - Trabzonspor - KRC Genk - Viktoria Plzeň - Oţelul Galaţi |

Nota: La Federació Turca de Futbol va suspendre el 24 d'agost del 2011 el Fenerbahçe SK de participar en la Lliga de Campions (dret que ostentava com a vencedor de la lliga turca de futbol 2011-12) perquè està investigant la participació del club en una trama d'arranjament partits. La UEFA va decidir donar-li la plaça al Trabzonspor.

### Grups
El sorteig dels grups es va realitzar el 25 d'agost del 2011. Aquesta fase va acabar així:
Grup A
| Equip              | PJ | PG | PE | PP | GF | GC | DG  | Pt |
| ------------------ | -- | -- | -- | -- | -- | -- | --- | -- |
| Bayern de Múnic    | 6  | 4  | 1  | 1  | 11 | 6  | +5  | 13 |
| SSC Nàpols         | 6  | 3  | 2  | 1  | 10 | 6  | +4  | 11 |
| Manchester City FC | 6  | 3  | 1  | 2  | 9  | 6  | +3  | 10 |
| Vila-real CF       | 6  | 0  | 0  | 6  | 2  | 14 | -12 | 0  |

| Bayern de Múnic    | –   | 2-0 | 3-2 | 3-1 |
| Manchester City FC | 2-0 | –   | 1-1 | 2-1 |
| SSC Nàpols         | 1-1 | 2-1 | –   | 2-0 |
| Vila-real CF       | 0-2 | 0-3 | 0-2 | –   |

Grup B
| Equip         | PJ | PG | PE | PP | GF | GC | DG | Pt |
| ------------- | -- | -- | -- | -- | -- | -- | -- | -- |
| Inter de Milà | 6  | 3  | 1  | 2  | 8  | 7  | +1 | 10 |
| CSKA Moscou   | 6  | 2  | 2  | 2  | 9  | 8  | +1 | 8  |
| Trabzonspor   | 6  | 1  | 4  | 1  | 3  | 5  | -2 | 7  |
| Lille OSC     | 6  | 1  | 3  | 2  | 6  | 6  | 0  | 6  |

| CSKA Moscou   | –   | 2-3 | 0-2 | 3-0 |
| Inter de Milà | 1-2 | –   | 2-1 | 0-1 |
| Lille OSC     | 2-2 | 0-1 | –   | 0-0 |
| Trabzonspor   | 0-0 | 1-1 | 1-1 | –   |

Grup C
| Equip                | PJ | PG | PE | PP | GF | GC | DG | Pt |
| -------------------- | -- | -- | -- | -- | -- | -- | -- | -- |
| SL Benfica           | 6  | 3  | 3  | 0  | 8  | 4  | +4 | 12 |
| FC Basilea           | 6  | 3  | 2  | 1  | 11 | 10 | +1 | 11 |
| Manchester United FC | 6  | 2  | 3  | 1  | 11 | 8  | +3 | 9  |
| Oțelul Galați        | 6  | 0  | 0  | 6  | 3  | 11 | -8 | 0  |

| FC Basilea           | –   | 0-2 | 2-1 | 2-1 |
| SL Benfica           | 1-1 | –   | 1-1 | 1-0 |
| Manchester United FC | 3-3 | 2-2 | –   | 2-0 |
| Oțelul Galați        | 2-3 | 0-1 | 0-2 | –   |

Group D
| Equip            | PJ | PG | PE | PP | GF | GC | DG  | Pt |
| ---------------- | -- | -- | -- | -- | -- | -- | --- | -- |
| Reial Madrid CF  | 6  | 6  | 0  | 0  | 19 | 2  | +17 | 18 |
| Olympique de Lió | 6  | 2  | 2  | 2  | 9  | 7  | +2  | 8  |
| AFC Ajax         | 6  | 2  | 2  | 2  | 6  | 6  | 0   | 8  |
| Dinamo de Zagreb | 6  | 0  | 0  | 6  | 3  | 22 | -19 | 0  |

| AFC Ajax         | –   | 4-0 | 0-0 | 0-3 |
| Dinamo de Zagreb | 0-2 | –   | 1-7 | 0-1 |
| O. Lyonnais      | 0-0 | 2-0 | –   | 0-2 |
| Reial Madrid CF  | 3-0 | 6-2 | 4-0 | –   |

Group E
| Equip            | PJ | PG | PE | PP | GF | GC | DG  | Pt |
| ---------------- | -- | -- | -- | -- | -- | -- | --- | -- |
| Chelsea FC       | 6  | 3  | 2  | 1  | 13 | 4  | +9  | 11 |
| Bayer Leverkusen | 6  | 3  | 1  | 2  | 8  | 8  | 0   | 10 |
| València CF      | 6  | 2  | 2  | 2  | 12 | 7  | +5  | 8  |
| KRC Genk         | 6  | 0  | 3  | 3  | 2  | 16 | -14 | 3  |

| Bayer Leverkusen | –   | 2-1 | 2-0 | 2-1 |
| Chelsea FC       | 2-0 | –   | 5-0 | 3-0 |
| KRC Genk         | 1-1 | 1-1 | –   | 0-0 |
| València CF      | 3-1 | 1-1 | 7-0 | –   |

Grup F
| Equip             | PJ | PG | PE | PP | GF | GC | DG | Pt |
| ----------------- | -- | -- | -- | -- | -- | -- | -- | -- |
| Arsenal FC        | 6  | 3  | 2  | 1  | 7  | 6  | +1 | 11 |
| O. Marsella       | 6  | 3  | 1  | 2  | 7  | 4  | +3 | 10 |
| Olympiacos FC     | 6  | 3  | 0  | 3  | 8  | 6  | +2 | 9  |
| Borussia Dortmund | 6  | 1  | 1  | 4  | 6  | 12 | -6 | 4  |

| Arsenal FC        | –   | 2-1 | 0-0 | 2-1 |
| Borussia Dortmund | 1-1 | –   | 2-3 | 1-0 |
| O. Marsella       | 0-1 | 3-0 | –   | 0-1 |
| Olympiacos FC     | 3-1 | 3-1 | 0-1 | –   |

Grup G
| Equip           | PJ | PG | PE | PP | GF | GC | DG | Pt |
| --------------- | -- | -- | -- | -- | -- | -- | -- | -- |
| APOEL Nicòsia   | 6  | 2  | 3  | 1  | 6  | 6  | 0  | 9  |
| FC Zenit        | 6  | 2  | 3  | 1  | 7  | 5  | +2 | 9  |
| FC Porto        | 6  | 2  | 2  | 2  | 7  | 7  | 0  | 8  |
| Xakhtar Donetsk | 6  | 1  | 2  | 3  | 6  | 8  | -2 | 5  |

| APOEL Nicòsia   | –   | 2-1 | 0-2 | 2-1 |
| FC Porto        | 1-1 | –   | 2-1 | 0-0 |
| Xakhtar Donestk | 1-1 | 0-2 | –   | 2-2 |
| FC Zenit        | 0-0 | 3-1 | 1-0 | –   |

Grup H
| Equip          | PJ | PG | PE | PP | GF | GC | DG  | Pt |
| -------------- | -- | -- | -- | -- | -- | -- | --- | -- |
| FC Barcelona   | 6  | 5  | 1  | 0  | 20 | 4  | +16 | 16 |
| AC Milan       | 6  | 2  | 3  | 1  | 11 | 8  | +3  | 9  |
| Viktoria Plzeň | 6  | 1  | 2  | 3  | 4  | 11 | -7  | 5  |
| BATE Borisov   | 6  | 0  | 2  | 4  | 2  | 14 | -12 | 2  |

| FC Barcelona   | –   | 4-0 | 2-2 | 2-0 |
| BATE Borisov   | 0-5 | –   | 1-1 | 0-1 |
| AC Milan       | 2-3 | 2-0 | –   | 2-0 |
| Viktoria Plzeň | 0-4 | 1-1 | 2-2 | –   |

## Vuitens de final
El dia 16 de desembre del 2011 es van sortejar a Nyon (Suïssa) els encreuaments dels vuitens de final. Els equips classificats es van distribuir en dues urnes, segons si es van classificar com a primers de grup o com a segons. En els enfrontaments no es podien emparellar equips de la mateixa federació estatal ni equips que haguessin jugat al mateix grup.
El calendari dels enfrontaments va quedar així:
| Olympique de Lió | 1-0 (0-0) | APOEL Nicòsia |
| ---------------- | --------- | ------------- |
| Lacazette 58'    | Report    |               |

| APOEL Nicòsia                             | 1–0 (1-0) | Olympique de Lió                                                                      |
| ----------------------------------------- | --------- | ------------------------------------------------------------------------------------- |
| Manduca 9'                                | Report    |                                                                                       |
| Tanda de penals                           |           |                                                                                       |
| Aílton · Morais · Alexandrou · Tričkovski | 4 – 3     | Källström · Lisandro · Gomes · aturat pel porter Lacazette · aturat pel porter Bastos |

L'APOEL es classifica per penals.
| Bayer Leverkusen | 1-3 (0-1) | FC Barcelona                |
| ---------------- | --------- | --------------------------- |
| Kadlec 52'       | Report    | Alexis 41', 55' · Messi 88' |

| FC Barcelona                                   | 7-1 (2-0) | Bayer Leverkusen |
| ---------------------------------------------- | --------- | ---------------- |
| Messi 25', 43', 49', 58', 85' · Tello 55', 62' | Report    | Bellarabi 90+1'  |

El Barça es classifica per 10–2 en total.
| AC Milan                                               | 4-0 (2-0) | Arsenal FC |
| ------------------------------------------------------ | --------- | ---------- |
| Boateng 15' · Robinho 28', 49' · Ibrahimovic 79' (pen) | Report    |            |

| Arsenal FC                                        | 3-0 (3-0) | AC Milan |
| ------------------------------------------------- | --------- | -------- |
| Koscielny 7' · Rosický 26' · Van Persie 43' (pen) | Report    |          |

El Milan es classifica per 4–3 en total.
| Zenit Sant Petersburg        | 3-2 (1-1) | SL Benfica                |
| ---------------------------- | --------- | ------------------------- |
| Shirkov 27', 88' · Semak 71' | Report    | Pereira 20' · Cardozo 87' |

| SL Benfica                          | 2-0 (1-0) | Zenit Sant Petersburg |
| ----------------------------------- | --------- | --------------------- |
| Maxi Pereira 45+1' · Oliveira 90+3' | Report    |                       |

El Benfica es classifica per 4–3 en total.
| CSKA Moscou     | 1-1 (0-1) | Reial Madrid CF |
| --------------- | --------- | --------------- |
| Wernbloom 90+3' | Report    | Ronaldo 28'     |

| Reial Madrid CF                                | 4-1 (1-0) | CSKA Moscou |
| ---------------------------------------------- | --------- | ----------- |
| Higuaín 26' · Ronaldo 55', 90+4' · Benzema 70' | Report    | Tošić 77'   |

El R. Madrid es classifica per 5–2 en total.
| SSC Nàpols                      | 3-1 (2-1) | Chelsea FC |
| ------------------------------- | --------- | ---------- |
| Lavezzi 38', 65' · Cavani 45+2' | Report    | Mata 27'   |

| Chelsea FC                                                  | 4–1, pr. (1-0) | SSC Nàpols |
| ----------------------------------------------------------- | -------------- | ---------- |
| Drogba 29' · Terry 47' · Lampard 75' (pen.) · Ivanović 105' | Report         | Inler 55'  |

El Chelsea es classifica per 5–4 en total.
| FC Basilea  | 1-0 (0-0) | Bayern de Múnic |
| ----------- | --------- | --------------- |
| Stocker 86' | Report    |                 |

| Bayern de Múnic                                         | 7-0 (3-0) | FC Basilea |
| ------------------------------------------------------- | --------- | ---------- |
| Robben 11', 81' · Müller 42' · Gómez 44', 50', 61', 67' | Report    |            |

El Bayern es classifica per 7–1 en total.
| Olympique de Marsella | 1-0 (0-0) | Inter de Milà |
| --------------------- | --------- | ------------- |
| Ayew 90+2'            | Report    |               |

| Inter de Milà                     | 2-1 (0-0) | Olympique de Marsella |
| --------------------------------- | --------- | --------------------- |
| Milito 75' · Pazzini 90+6' (pen.) | Report    | Brandão 90+2'         |

L'Olympique es classifica gràcies al valor doble dels gols en camp contrari.

## Quarts de final
El dia 16 de març del 2012 es van sortejar els encreuaments dels quarts de final i de les semifinals.
El calendari dels enfrontaments va quedar així:
| APOEL Nicòsia | 0–3 | Reial Madrid                |
| ------------- | --- | --------------------------- |
|               |     | Benzema 74', 90' · Kaká 82' |

| Reial Madrid                                                        | 5-2 | APOEL Nicòsia                   |
| ------------------------------------------------------------------- | --- | ------------------------------- |
| Cristiano Ronaldo 25', 76' · Kaká 36' · Callejón 80' · Di María 84' |     | Manduca 66' · Solari 83' (pen.) |

El R.Madrid es classifica per 8-2 en total.
| AC Milan | 0-0 | FC Barcelona |
| -------- | --- | ------------ |
|          |     |              |

| FC Barcelona                            | 3-1 | AC Milan     |
| --------------------------------------- | --- | ------------ |
| Messi 10' (p. ), 40' (p.) · Iniesta 53' |     | Nocerino 31' |

El Barça es classifica per 3-1 en total.
| SL Benfica | 0-1 | Chelsea FC |
| ---------- | --- | ---------- |
|            |     | Kalou 75'  |

| Chelsea FC                          | 2-1 | SL Benfica      |
| ----------------------------------- | --- | --------------- |
| Lampard 21' (pen.) · Meireles 90+2' |     | Javi García 84' |

El Chelsea es classifica per 3-1 en total.
| Olympique de Marsella | 0-2 | Bayern de Múnic        |
| --------------------- | --- | ---------------------- |
|                       |     | Gómez 44' · Robben 69' |

| Bayern de Múnic | 2-0 | Olympique de Marsella |
| --------------- | --- | --------------------- |
| Olić 13', 37'   |     |                       |

El Bayern es classifica per 4-0 en total.

## Semifinals
Les semifinals van quedar així:
| Bayern Múnic           | 2-1 (1-0) | Reial Madrid |
| ---------------------- | --------- | ------------ |
| Ribéry 17' · Gómez 90' | Report    | Özil 53'     |

| Reial Madrid                                    | 2-1 (2-1) | Bayern Múnic                                                  |
| ----------------------------------------------- | --------- | ------------------------------------------------------------- |
| Ronaldo 6' (pen.), 14'                          | Report    | Robben 27' (pen.)                                             |
| Tanda de penals                                 |           |                                                               |
| Ronaldo aturat' · Kaká aturat' · Alonso · Ramos | 1-3       | Alaba · Gómez · aturat' Kroos · aturat' Lahm · Schweinsteiger |

El Bayern passa gràcies als penals.
| Chelsea FC   | 1-0 (1-0) | FC Barcelona |
| ------------ | --------- | ------------ |
| Drogba 45+2' | Report    |              |

| FC Barcelona               | 2-2 (2-1) | Chelsea FC                   |
| -------------------------- | --------- | ---------------------------- |
| Busquets 35' · Iniesta 43' | Report    | Ramires 45+1' · Torres 90+2' |

El Chelsea es classifica per 3-2 en total.

## Final
La final fou:
| Bayern Múnic                                                       | 1 - 1 (0-0) | Chelsea FC                                                  |
| ------------------------------------------------------------------ | ----------- | ----------------------------------------------------------- |
| Thomas Müller 83                                                   | [ 14 ]      | Drogba 89                                                   |
| Tanda de penals                                                    |             |                                                             |
| Lahm · Mario Gómez · Neuer · Olić aturat' · Schweinsteiger aturat' | 3-4         | Juan Mata aturat' · David Luiz · Lampard · A. Cole · Drogba |

## Quadre resum
|  | Vuitens de final                                                | Vuitens de final                                                | Vuitens de final                                                |                  |                       | Quarts de final                               | Quarts de final                               | Quarts de final                               |  |                      | Semifinals                                      | Semifinals                                      | Semifinals                                      |  |                 | Final              | Final              |  |
|  | Anada: 14, 15, 21 i 22 de febrer Tornada: 6, 7, 13 i 14 de març | Anada: 14, 15, 21 i 22 de febrer Tornada: 6, 7, 13 i 14 de març | Anada: 14, 15, 21 i 22 de febrer Tornada: 6, 7, 13 i 14 de març |                  |                       | Anada: 27 i 28 de maig Tornada: 3 i 4 d'abril | Anada: 27 i 28 de maig Tornada: 3 i 4 d'abril | Anada: 27 i 28 de maig Tornada: 3 i 4 d'abril |  |                      | Anada: 17 i 18 d'abril Tornada: 24 i 25 d'abril | Anada: 17 i 18 d'abril Tornada: 24 i 25 d'abril | Anada: 17 i 18 d'abril Tornada: 24 i 25 d'abril |  |                 | 19 de maig de 2012 | 19 de maig de 2012 |  |
|  |                                                                 |                                                                 |                                                                 |                  |                       |                                               |                                               |                                               |  |                      |                                                 |                                                 |                                                 |  |                 |                    |                    |  |
|  | Olympique de Marsella (gcc)                                     | 1                                                               | 1                                                               |                  |                       |                                               |                                               |                                               |  |                      |                                                 |                                                 |                                                 |  |                 |                    |                    |  |
|  | FC Internazionale                                               | 0                                                               | 2                                                               |                  |                       |                                               |                                               |                                               |  |                      |                                                 |                                                 |                                                 |  |                 |                    |                    |  |
|  | FC Internazionale                                               | 0                                                               | 2                                                               |                  | Olympique de Marsella | 0                                             | 0                                             |                                               |  |                      |                                                 |                                                 |                                                 |  |                 |                    |                    |  |
|  |                                                                 |                                                                 |                                                                 |                  | Olympique de Marsella | 0                                             | 0                                             |                                               |  |                      |                                                 |                                                 |                                                 |  |                 |                    |                    |  |
|  |                                                                 | Bayern de Múnic                                                 | 2                                                               | 2                |                       |                                               |                                               |                                               |  |                      |                                                 |                                                 |                                                 |  |                 |                    |                    |  |
|  | FC Basel                                                        | Bayern de Múnic                                                 | 2                                                               | 2                | 1                     | 0                                             |                                               |                                               |  |                      |                                                 |                                                 |                                                 |  |                 |                    |                    |  |
|  | FC Basel                                                        |                                                                 |                                                                 |                  | 1                     | 0                                             |                                               |                                               |  |                      |                                                 |                                                 |                                                 |  |                 |                    |                    |  |
|  | Bayern de Múnic                                                 | 0                                                               | 7                                                               |                  |                       |                                               |                                               |                                               |  |                      |                                                 |                                                 |                                                 |  |                 |                    |                    |  |
|  | Bayern de Múnic                                                 | 0                                                               | 7                                                               |                  |                       |                                               |                                               |                                               |  | Bayern de Múnic (pp) | 2                                               | 1                                               |                                                 |  |                 |                    |                    |  |
|  |                                                                 |                                                                 |                                                                 |                  |                       |                                               |                                               |                                               |  |                      | 2                                               | 1                                               |                                                 |  |                 |                    |                    |  |
|  | Reial Madrid CF                                                 | 1                                                               | 2                                                               |                  |                       |                                               |                                               |                                               |  |                      |                                                 |                                                 |                                                 |  |                 |                    |                    |  |
|  | Reial Madrid CF                                                 | 1                                                               | 2                                                               | Olympique de Lió | 1                     | 0                                             |                                               |                                               |  |                      |                                                 |                                                 |                                                 |  |                 |                    |                    |  |
|  |                                                                 |                                                                 |                                                                 | Olympique de Lió | 1                     | 0                                             |                                               |                                               |  |                      |                                                 |                                                 |                                                 |  |                 |                    |                    |  |
|  | APOEL FC (pp)                                                   | 0                                                               | 1                                                               |                  |                       |                                               |                                               |                                               |  |                      |                                                 |                                                 |                                                 |  |                 |                    |                    |  |
|  | APOEL FC (pp)                                                   | 0                                                               | 1                                                               |                  | APOEL FC              | 0                                             | 2                                             |                                               |  |                      |                                                 |                                                 |                                                 |  |                 |                    |                    |  |
|  |                                                                 |                                                                 |                                                                 |                  | APOEL FC              | 0                                             | 2                                             |                                               |  |                      |                                                 |                                                 |                                                 |  |                 |                    |                    |  |
|  |                                                                 | Reial Madrid CF                                                 | 3                                                               | 5                |                       |                                               |                                               |                                               |  |                      |                                                 |                                                 |                                                 |  |                 |                    |                    |  |
|  | CSKA Moscou                                                     | Reial Madrid CF                                                 | 3                                                               | 5                | 1                     | 1                                             |                                               |                                               |  |                      |                                                 |                                                 |                                                 |  |                 |                    |                    |  |
|  | CSKA Moscou                                                     |                                                                 |                                                                 |                  | 1                     | 1                                             |                                               |                                               |  |                      |                                                 |                                                 |                                                 |  |                 |                    |                    |  |
|  | Reial Madrid CF                                                 | 1                                                               | 4                                                               |                  |                       |                                               |                                               |                                               |  |                      |                                                 |                                                 |                                                 |  |                 |                    |                    |  |
|  | Reial Madrid CF                                                 | 1                                                               | 4                                                               |                  |                       |                                               |                                               |                                               |  |                      |                                                 |                                                 |                                                 |  | Bayern de Múnic | 1 (3)              |                    |  |
|  |                                                                 |                                                                 |                                                                 |                  |                       |                                               |                                               |                                               |  |                      |                                                 |                                                 |                                                 |  |                 | 1 (3)              |                    |  |
|  | Chelsea FC                                                      | 1 (4)                                                           |                                                                 |                  |                       |                                               |                                               |                                               |  |                      |                                                 |                                                 |                                                 |  |                 |                    |                    |  |
|  | Chelsea FC                                                      | 1 (4)                                                           | Zenit St. Petersburg                                            | 3                | 0                     |                                               |                                               |                                               |  |                      |                                                 |                                                 |                                                 |  |                 |                    |                    |  |
|  |                                                                 |                                                                 | Zenit St. Petersburg                                            | 3                | 0                     |                                               |                                               |                                               |  |                      |                                                 |                                                 |                                                 |  |                 |                    |                    |  |
|  | SL Benfica                                                      | 2                                                               | 2                                                               |                  |                       |                                               |                                               |                                               |  |                      |                                                 |                                                 |                                                 |  |                 |                    |                    |  |
|  | SL Benfica                                                      | 2                                                               | 2                                                               |                  | SL Benfica            | 0                                             | 1                                             |                                               |  |                      |                                                 |                                                 |                                                 |  |                 |                    |                    |  |
|  |                                                                 |                                                                 |                                                                 |                  | SL Benfica            | 0                                             | 1                                             |                                               |  |                      |                                                 |                                                 |                                                 |  |                 |                    |                    |  |
|  |                                                                 | Chelsea FC                                                      | 1                                                               | 2                |                       |                                               |                                               |                                               |  |                      |                                                 |                                                 |                                                 |  |                 |                    |                    |  |
|  | SSC Napoli                                                      | Chelsea FC                                                      | 1                                                               | 2                | 3                     | 1                                             |                                               |                                               |  |                      |                                                 |                                                 |                                                 |  |                 |                    |                    |  |
|  | SSC Napoli                                                      |                                                                 |                                                                 |                  | 3                     | 1                                             |                                               |                                               |  |                      |                                                 |                                                 |                                                 |  |                 |                    |                    |  |
|  | Chelsea FC (pr)                                                 | 1                                                               | 4                                                               |                  |                       |                                               |                                               |                                               |  |                      |                                                 |                                                 |                                                 |  |                 |                    |                    |  |
|  | Chelsea FC (pr)                                                 | 1                                                               | 4                                                               |                  |                       |                                               |                                               |                                               |  | Chelsea FC           | 1                                               | 2                                               |                                                 |  |                 |                    |                    |  |
|  |                                                                 |                                                                 |                                                                 |                  |                       |                                               |                                               |                                               |  |                      | 1                                               | 2                                               |                                                 |  |                 |                    |                    |  |
|  | FC Barcelona                                                    | 0                                                               | 2                                                               |                  |                       |                                               |                                               |                                               |  |                      |                                                 |                                                 |                                                 |  |                 |                    |                    |  |
|  | FC Barcelona                                                    | 0                                                               | 2                                                               | AC Milan         | 4                     | 0                                             |                                               |                                               |  |                      |                                                 |                                                 |                                                 |  |                 |                    |                    |  |
|  |                                                                 |                                                                 |                                                                 | AC Milan         | 4                     | 0                                             |                                               |                                               |  |                      |                                                 |                                                 |                                                 |  |                 |                    |                    |  |
|  | Arsenal FC                                                      | 0                                                               | 3                                                               |                  |                       |                                               |                                               |                                               |  |                      |                                                 |                                                 |                                                 |  |                 |                    |                    |  |
|  | Arsenal FC                                                      | 0                                                               | 3                                                               |                  | AC Milan              | 0                                             | 1                                             |                                               |  |                      |                                                 |                                                 |                                                 |  |                 |                    |                    |  |
|  |                                                                 |                                                                 |                                                                 |                  | AC Milan              | 0                                             | 1                                             |                                               |  |                      |                                                 |                                                 |                                                 |  |                 |                    |                    |  |
|  |                                                                 | FC Barcelona                                                    | 0                                                               | 3                |                       |                                               |                                               |                                               |  |                      |                                                 |                                                 |                                                 |  |                 |                    |                    |  |
|  | Bayer Leverkusen                                                | FC Barcelona                                                    | 0                                                               | 3                | 1                     | 1                                             |                                               |                                               |  |                      |                                                 |                                                 |                                                 |  |                 |                    |                    |  |
|  | Bayer Leverkusen                                                |                                                                 |                                                                 |                  | 1                     | 1                                             |                                               |                                               |  |                      |                                                 |                                                 |                                                 |  |                 |                    |                    |  |
|  | FC Barcelona                                                    | 3                                                               | 7                                                               |                  |                       |                                               |                                               |                                               |  |                      |                                                 |                                                 |                                                 |  |                 |                    |                    |  |

| Guanyador de la Lliga de Campions 2011-12 |
| ----------------------------------------- |
| Chelsea FC Primer Títol                   |

## Golejadors
| Jugador            | Equip                | Gols |  |
| ------------------ | -------------------- | ---- |  |
| Leo Messi          | FC Barcelona         | 14   |  |
| Mario Gómez        | Bayern de Múnic      | 12   |  |
| Cristiano Ronaldo  | Reial Madrid         | 10   |  |
| Karim Benzema      | Reial Madrid         | 7    |  |
| José Callejón      | Reial Madrid         | 5    |  |
| Roberto Soldado    | València CF          | 5    |  |
| Bafétimbi Gomis    | Olympique de Lió     | 5    |  |
| Didier Drogba      | Chelsea FC           | 5    |  |
| Alexander Frei     | FC Basel             | 5    |  |
| Seydou Doumbia     | CSKA Moscou          | 5    |  |
| Roman Xirókov      | Zenit St. Petersburg | 5    |  |
| Edinson Cavani     | SSC Napoli           | 5    |  |
| Zlatan Ibrahimović | AC Milan             | 5    |  |
| Robin van Persie   | Arsenal FC           | 4    |  |
| Pedro Rodríguez    | FC Barcelona         | 4    |  |